# 翼付根

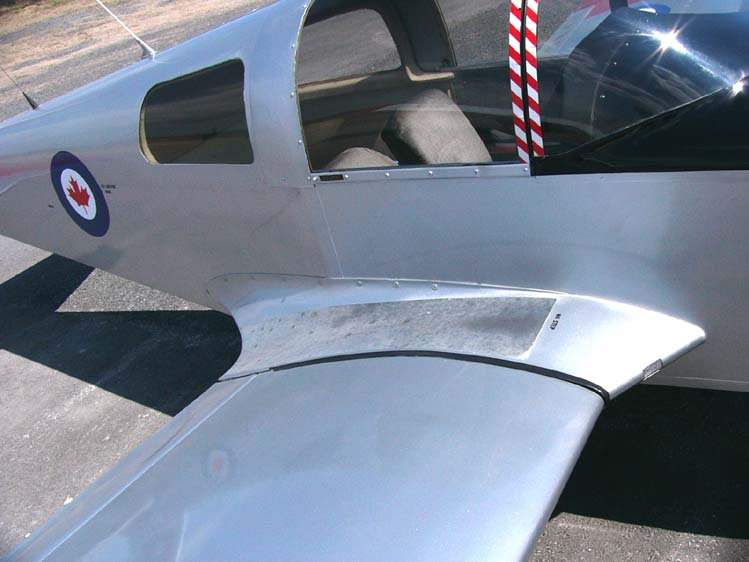
単純な航空機の翼付根。グラマンアメリカンAA-1の翼付根のフェアリング

翼付根（よくつけね、英語: Wing root）または翼付け根、翼根元、翼根は、胴体 (航空)に最も近い固定翼航空機または翼のある宇宙船の翼の一部 。単純な単葉機構成では、通常簡単に識別できる。ただし、パラソル翼機または双胴機では、ウィングに明確なルート領域がない場合がある。翼付根から翼の反対側の端は翼端である。
航空機全体の空力特性は、翼付根の形状やその他の設計上の選択によって大きく影響を受ける可能性がある。通常の飛行と着陸の両方で、航空機の翼付根は通常、航空機を介して最大の曲げ力を受ける。翼と胴体の間の干渉抗力を低減する手段として、フェアリング （航空機）（「翼のフィレット」と呼ばれる）の使用は、20世紀の前半に一般的になった。翼のルートフェアリングの使用は、高速と低速の両方でより好ましい飛行特性を達成したと考えられている 。さらに、翼付根付近の気流に影響を与えて制御し、より好ましい性能を達成するために、他のさまざまな革新とアプローチが開発されてきた。また航空機の最適な翼付根を設計するための様々な計算方法が考案された。
疲労は、翼付根に関連する重大な寿命を制限する要因として認識されている。監視しないと最終的に壊滅的な障害につながる。したがって、航空機の整備体制では、疲労亀裂やその他のひずみの兆候をチェックするために、翼付根の定期的な評価を義務付けるのが一般的である。この目的のために、適切に適用されたひずみゲージの使用が普及したが、別の検出方法も使用されている。
翼付根の複雑さは、問題の航空機の望ましい役割と性能要件によって大幅に増加する可能性がある。たとえば、海上での使用を目的とした多くの海軍航空機は、翼付根に折り畳み翼のメカニズムを組み込んでおり、折り畳みを可能にするためにヒンジの取り付けやその他の妥協が必要である。特定のニーズの他の例には、揚力の発生を増加させ、負荷分散を最適化するために翼付根の周りに設置できる高揚力装置が含まれる。非常に高速な極超音速航空機の場合、翼付根は、その熱移動と散逸特性の観点から重要な構造領域であると判断されている。